# Vigilante (Disney+)
Vigilante (en hangul: 비질란테), es una serie de televisión de Corea del Sur lanzada en 2023 protagonizada por Nam Joo-hyuk, Yoo Ji-tae, Lee Joon-hyuk y Kim So-jin basada en el webtoon Naver del mismo nombre de Kim Gyu-sam.
Vigilante se estrenó en la sección On Screen del 28.º Festival Internacional de Cine de Busan el 5 de octubre de 2023, donde se proyectaron tres de los ocho episodios. Se emitió del 8 al 29 de noviembre de 2023 en Disney+ y Hulu.

## Sipnosis
Kim Ji-yong (Nam Joo-hyuk) es un estudiante de la academia de policía de Corea del Sur que se convierte en el "Vigilante" por las noches y se encarga de castigar a los criminales que reciben sentencias leves por crímenes atroces. Sus acciones llaman la atención de Cho Heon ( Yoo Ji-tae) jefe de la investigación para atrapar a quién se está tomando la justicia por su cuenta, después de enterarse de él a través de la reportera Choi Mi-ryeo (Kim So-jin), quien cubre las actividades del Vigilante.

## Reparto

### Principal
- Nam Joo-hyuk como Kim Ji-yong [2]

Un estudiante de la Academia de Policía Nacional de Corea del Sur y el "Vigilante".
- Yoo Ji-tae como Cho Heon.

Líder del equipo de la unidad de investigación regional de la Agencia de Policía Metropolitana de Seúl, y conocido como el "Monstruo Físico".
- Lee Joon-hyuk como Cho Kang-ok.

Vicepresidente del Grupo DK. Es fanático del Vigilante, Ji-yong, y quiere convertirlo en un verdadero héroe.
- Kim So-jin como Choi Mi-ryeo.

Reportera de la emisora MBS. Ella busca e informa sobre las noticias del Vigilante.

### Secundario

#### Policía
- Lee Seung-woo como Min Sun-wook

Estudiante modelo de la Academia de Policía Nacional de Corea del Sur y buen amigo de Ji-yong. Es un atleta dedicado al judo.
- Cho Han-joon como Hwang Joon

Estudiante de la Academia de Policía Nacional de Corea del Sur, buen amigo de Ji-yong y Sun-wook.
- Kwon Hae-hyo como Lee Joon-yeop

Profesor de la Academia de Policía Nacional de Corea del Sur.
- Lee Hae-young como Uhm Jae-hyup[3]

Exjefe de policía, fue transferido para convertirse en director de la Academia de Policía Nacional de Corea del Sur.
- Won Hyun-joon como Nam Young-il

Reemplazo de Heon como nuevo líder del equipo de la unidad de investigación regional.

#### Otros
- Yoon Kyung-ho como Kim Sam-doo

Director ejecutivo de Sewool Future Resources. Fue absuelto del cargo de instigación a asesinatos.
- Shin Jung-keun como Sr. Bang

Un asesino ágil y experimentado.
- Yoon Jae-wook como Seo Doo-yeop

Un criminal.
- Kim Cheol-yoon como Koo Sung-yeol [4]

Un subordinado de Seo Doo-yeop.

### Aparición especial
- Jeon Bae-soo como Seok Seung-cheol

Secretario general de la Casa Azul y colaborador cercano de Jae-hyup.

## Episodios
| N.º | Título       | Fecha de lanzamiento original |
| --- | ------------ | ----------------------------- |
| 1 | "Episodio 1" | 8 de noviembre de 2023        |
| Un joven Ji-yong es testigo de la muerte de su madre cometida por un matón llamado Choi Sung-soo. Sung-soo fue declarado culpable, pero recibió una pequeña sentencia debido a pruebas falsas. Ji-yong crece hasta convertirse en estudiante de la Academia de Polícia Nacional de Corea del Sur, donde descubre que Sung-soo no ha cambiado y todavía comete crímenes. Ji-yong localiza a Sung-soo y lo golpea brutalmente. Esto hace que Ji-yong localice y asuste a los criminales que salen de prisión después de recibir sentencias más pequeñas. Choi Mi-ryeo es una reportera de Repo25h que se entera de las actividades de vigilante de Ji-yong durante los fines de semana y lo apoda como Vigilante. La historia de Vigilante comienza a generar expectación en el canal, donde Mi-ryeo decide redoblar su apuesta. Sin actividades de Vigilante los fines de semana, Mi-ryeo transmite un antiguo caso en el que un perpetrador llamado Jeong Deok-heung había agredido sexualmente a So-yoon, pero recibió una pequeña sentencia. Ji-yeong se entera de Deok-heung y decide localizarlo. Después de enfrentar la vergüenza de la sociedad, Deok-heung se entera de que So-yoon cambió su nombre y vive en un departamento, donde la rastrea e intenta matarla, pero Ji-yong logra salvarla y golpea a Deok-heung brutalmente. Ji-yong obliga a Deok-heung a escribir una carta de disculpa y abandona el lugar. |              |                               |
| 2 | "Episodio 2" | 8 de noviembre de 2023        |
| 3 | "Episodio 3" | 15 de noviembre de 2023       |
| 4 | "Episodio 4" | 15 de noviembre de 2023       |
| 5 | "Episodio 5" | 22 de noviembre de 2023       |
| 6 | "Episodio 6" | 22 de noviembre de 2023       |
| 7 | "Episodio 7" | 29 de noviembre de 2023       |
| 8 | "Episodio 8" | 29 de noviembre de 2023       |

## Producción
Studio N anunció su plan para rehacer Vigilante webtoon en septiembre de 2019.  Nam Joo-hyuk fue elegido para desempeñar el papel principal de la serie en abril de 2022. Yoo Ji-tae ganó 20 kg de peso para interpretar de manera realista a Jo Heon, el jefe del equipo de investigación metropolitana que persigue a Vigilante.
Vigilante después de su estreno en el 28.º Festival Internacional de Cine de Busan el 5 de octubre, se estrenó el 8 de noviembre en Disney+ con 2 episodios disponibles por semana todos los miércoles, con un total de 8 episodios.